# رولف لاسجارد
رولف لاسجارد (بالسويدية: Rolf Lassgård)‏ هو ممثل سويدي، ولد في 29 مارس 1955 بإوسترسوند في السويد.

## أعمال

### أفلام
- (2006) بعد الزفاف[7]
- (2015) رجل اسمه أوف[8][9]
- (2017) تقليص الحجم[10]

## وصلات خارجية
- رولف لاسجارد على موقع IMDb (الإنجليزية)
- رولف لاسجارد على موقع ميتاكريتيك (الإنجليزية)
- رولف لاسجارد على موقع روتن توميتوز (الإنجليزية)
- رولف لاسجارد على موقع مونزينجر (الألمانية)
- رولف لاسجارد على موقع ألو سيني (الفرنسية)
- رولف لاسجارد على موقع ميوزك برينز (الإنجليزية)
- رولف لاسجارد على موقع تيرنر كلاسيك موفيز (الإنجليزية)
- رولف لاسجارد على موقع أول موفي (الإنجليزية)
- رولف لاسجارد على موقع قاعدة بيانات الأفلام السويدية (السويدية)
- رولف لاسجارد على موقع أول ميوزيك (الإنجليزية)